# Kathleen Hall Jamieson

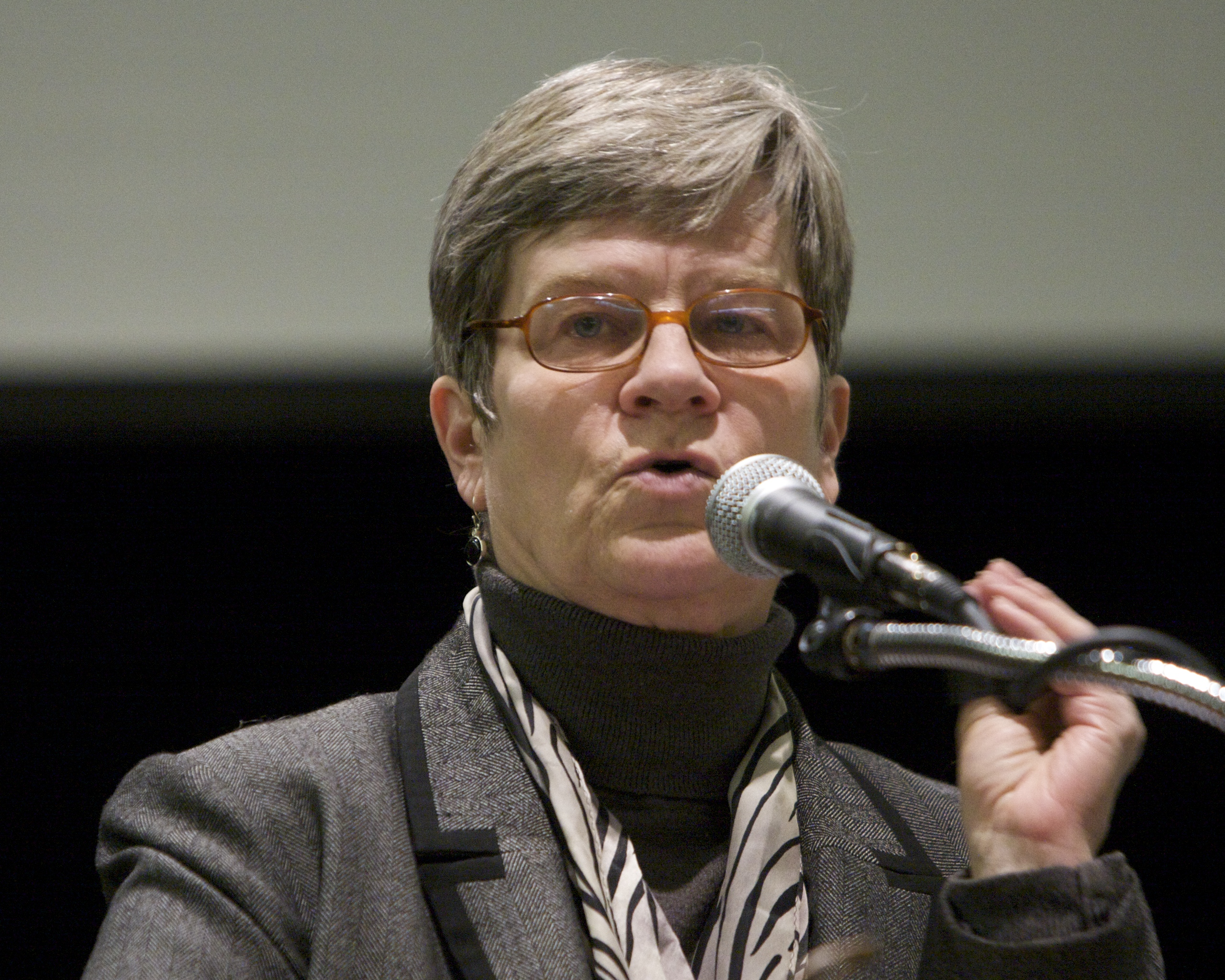
Kathleen Hall Jamieson, 2011

Kathleen Hall Jamieson (* 24. November 1946 in Minneapolis) ist eine amerikanische Professorin für Kommunikationswissenschaft und Direktorin des Annenberg Public Policy Centers an der Universität in Pennsylvania. Sie ist Autorin bzw. Co-Autorin von mehr als 100 Werken, ihr Buch Cyberwar: How Russian Hackers and Trolls Helped Elect a President gewann den 2019 R.R. Hawkins Award. Jamieson ist die Mitgründerin von factcheck.org.

## Beruflicher Werdegang
Kurz vor dem erfolgreichen Abschluss ihres Ph.-D.-Programms 1972 an der University of Wisconsin at Madison begann Jamieson als Professorin für Kommunikation an der Universität in Maryland zu arbeiten. 1986 wechselte sie zur Universität in Texas, an der sie drei Jahre arbeitete.
1989 nahm sie den Ruf als Dekanin der Annenberg School of Education der Universität in Pennsylvania an. Im Jahr 2003 wurde sie Direktorin des Annenberg Public Policy Centers und ist seitdem in dieser Position tätig. Neben ihrer Tätigkeit als Direktorin wirkt sie Programmleiterin am Annenberg Retreat in Sunnylands.
Im Rahmen ihrer Arbeit als Direktorin des Annenberg Publicity Policy Centers lernte sie den Journalisten Brooks Jackson kennen, mit dem sie die Webseite factcheck.org ins Leben rief.
Jamiesons Forschungsarbeit umfasst die Bereiche der Politischen Kommunikation, Rhetorische Theorien und Kritik, Studien unterschiedlicher Kandidatur-Kommunikation und den Diskurs der Präsidentschaft.
Für ihre Unterrichtstätigkeit an den Universitäten Maryland, Texas und Pennsylvania erhielt sie jeweils Preise für außerordentliche Verdienste.
2001 wurde Jamieson in die American Academy of Arts and Sciences gewählt, 2020 in die National Academy of Sciences, deren Public Welfare Medal sie ebenfalls 2020 erhielt. 1998/1999 war sie Präsidentin der American Academy of Political and Social Science.

## Werke
Jamieson gewann mit ihren Werken zwölf Politik- und Kommunikationswissenschaftliche Preise.
Zu ihren bekanntesten Werken zählen unSpun: Finding Facts in a World of Disinformation (Random House, 2007), welches sie zusammen mit Brooks Jackson als Vorstein für factcheck.org verfasst hatte, Presidents Creating the Presidency (University of Chicago Press, 2008), welches sie zusammen mit Karlyn Kohrs Campbell verfasst hat, oder Echo Chamber: Rush Limbaugh and the Conservative Media Establishment (Oxford University Press, 2008).
In ihrem Werk Cyberwar spricht Kathleen Hall Jamieson darüber, welchen Einfluss russische „Trolls“ und Hacker auf die Präsidentschaftswahlen 2016 gehabt haben. Sie bespricht mögliche Lösungen auf Social-Media-Plattformen, News-Outlets und anderen Medien, um einen derartigen Einfluss bei den Präsidentschaftswahlen 2020 zu vermeiden.

## Ausgewählte Werke
- Cyberwar: How Russian Hackers and Trolls Helped Elect a President; What We Don't, Can't, and Do Know (Oxford, 2018), ISBN 978-0-19-091581-0.
- mit Kate Kenski, Bruce W. Hardy: The Obama Victory: How Media, Money, and Messages Shaped the 2008 Election. Oxford University Press, New York 2010, ISBN 978-0-19-539955-4.
- als Herausgeberin: Electing the President, 2008: The Insiders’ View. University of Pennsylvania Press, Philadelphia 2009, ISBN 978-0-8122-2096-4.
- Presidents Creating the Presidency: Deeds Done in Words coauthored with Karlyn Kohrs Campbell (University of Chicago, 2008), ISBN 978-0-226-09221-8.
- Echo Chamber: Rush Limbaugh and the Conservative Media Establishment, coauthored with Joseph N. Cappella (Oxford, 2008), ISBN 978-0-19-539860-1.
- unSpun: Finding Facts in a World of Disinformation coauthored with Brooks Jackson (Random House, 2007), ISBN 978-1-4000-6566-0.
- Capturing Campaign Dynamics 2000 & 2004: The National Annenberg Election Survey coauthored with Dan Romer, Kate Kenski, Ken Winneg, and Christopher Adasiewicz (University of Pennsylvania, 2006).
- The 2000 Presidential Election and the Foundations Of Party Politics coauthored with Richard Johnston and Michael Hagen (Cambridge, 2004), ISBN 978-981-4338-98-1.
- Capturing Campaign Dynamics: The National Annenberg Election Survey: Design, Method and Data coauthored with Dan Romer, Kate Kenski, Paul Waldman, and Christopher Adasiewicz (Oxford, 2003), ISBN 978-0-19-516504-3.
- The Press Effect: Politicians, Journalists and the Stories that Shape the Political World coauthored with Paul Waldman (Oxford, 2003), ISBN 978-0-19-517329-1.
- Everything You Think You Know About Politics...and Why You're Wrong (Basic Books, 2000).
- Spiral of Cynicism: Press and Public Good coauthored with Joseph N. Cappella (Oxford, 1997), ISBN 978-0-19-509064-2.
- Beyond the Double Bind: Women and Leadership (Oxford, 1995), ISBN 978-0-19-508940-0.
- Dirty Politics: Deception, Distraction and Democracy (Oxford, 1992), ISBN 978-0-19-508553-2.
- Deeds Done in Words: Presidential Rhetoric and The Genres of Governance coauthored with Karlyn Kohrs Campbell (University of Chicago, 1990), ISBN 978-0-226-09241-6.
- Presidential Debates: The Challenge of Creating an Informed Electorate coauthored with David Birdsell (Oxford, 1988), ISBN 978-0-19-506660-9.
- Eloquence in an Electronic Age (Oxford, 1988).
- Packaging the Presidency (Oxford, 1984).
- The Interplay of Influence: Media and Their Publics in News, Advertising and Politics coauthored with Karlyn Kohrs Campbell (Wadsworth, 1983), ISBN 978-0-534-01267-0.
- Debating Crime Control coauthored with Hugo Hellman and William Semlak (Marquette Publishing, 1967).